# Amblyseius guianensis
Amblyseius guianensis är en spindeldjursart som beskrevs av De Leon 1966. Amblyseius guianensis ingår i släktet Amblyseius och familjen Phytoseiidae. Inga underarter finns listade i Catalogue of Life.